# Карлос Руис Сафон
Ка̀рлос Руѝс Сафо̀н (на испански: Carlos Ruiz Zafón) е испански писател от каталонски произход.

## Биография
Карлос Руис Сафон е роден на 25 септември 1964 г. в Барселона, Испания. От малък мечтае да бъде писател. Учи в йезуитското училище „Сан Игнасио“ в квартал Сария на Барселона. Започва да учи журналистика, но още първата година получава предложение за работа в областта на рекламата. Издига се до творчески директор на голяма агенция в Барселона. От 1993 г. до 2006 г. живее в Лос Анжелис, където работи като сценарист, след което се връща в Барселона. През 1992 г. решава да се откаже от рекламата и да се посвети на литературата.
Литературната му кариера започва през 1993 г. с публикацията на серията юношески романи „Мъглата“ – „Принцът на мъглата“ (El príncipe de la niebla), „Среднощният дворец“ (El palacio de la medianoche), „Септемврийска светлина“ (Las luces de septiembre) (по-късно обединени в „Трилогия на мъглата“) и „Марина“ (Marina).
През 2001 г. публикува първия си роман за възрастни – „Сянката на вятъра“ (La sombra del viento), преведен на повече от 30 езика и издаден в над 40 държави в тираж над 10 милиона екземпляра. Следващият му роман – „Играта на ангела“ (El juego del ángel), е публикуван през 2008 г. от барселонското издателство Planeta в милионен тираж. Следващият роман на Сафон – „Затворникът на рая“ (El prisionero del cielo) е издаден през 2011 г.
Умира на 19 юни 2020 г. в Лос Анджелис, САЩ.

## Произведения

### Юношески романи

#### Поредица „Мъглата“ (Niebla)
- (исп.) El príncipe de la niebla (1993) – награда „Едебе“ за юношеска литература
„Принцът на мъглата“, изд. „Изток-Запад“ София (2013), прев. Светла Христова[1][2]
- (исп.) El palacio de la medianoche (1994)
„Среднощният дворец“, изд. „Изток-Запад“ София (2014), прев. Светла Христова[3][4]
- (исп.) Las luces de septiembre (1995)
„Септемврийски светлини“, изд. „Изток-Запад“ София (2014), прев. Светла Христова[5][6]

#### Самостоятелни романи
- (исп.) Marina (1999) 
„Марина“, изд. „Изток-Запад“ София (2010), прев. Светла Христова[7]

### Поредица „Гробището на забравените книги“ (El cementerio de los libros olvidados)
- (исп.) La sombra del viento (2001)
„Сянката на вятъра“, изд. „Изток-Запад“ София (2007), прев. Светла Христова[8]
- (исп.) El juego del ángel (2008)
„Играта на ангела“, изд. „Изток-Запад“ София (2009), прев. Светла Христова[9]
- (исп.) El Prisionero del Cielo (2011)
„Затворникът на рая“.   „Изток-Запад“, 2012. ISBN 978-619-152-101-2., прев. Светла Христова[10]
- The Rose of Fire (2012) – разказ за предисторията на поредицата
„Огнената роза“, изд. „Изток-Запад“ София (2012), прев. Светла Христова[11][12]
- (исп.) El laberinto de los espíritus (2016, Planeta) - „Лабиринтът на духовете“, изд. „Изток-Запад“ София (2017), прев. Светла Христова

### Разкази
- (исп.) Alicia, al Alba
- (исп.) Gaudí en Manhatan
- (исп.) Inferno
- (исп.) La Mujer de Vapor

## Интересни факти
- „Сянката на вятъра“ е най-успешната книга, публикувана в Испания от времето на „Дон Кихот“ на Сервантес.
- „Играта на ангела“ е най-продаваната книга за цялата история на книгоиздаването в Испания. През първата седмица след издаването ѝ са продадени 230 000 екземпляра.